# Keizerlijk theater (Fontainebleau)

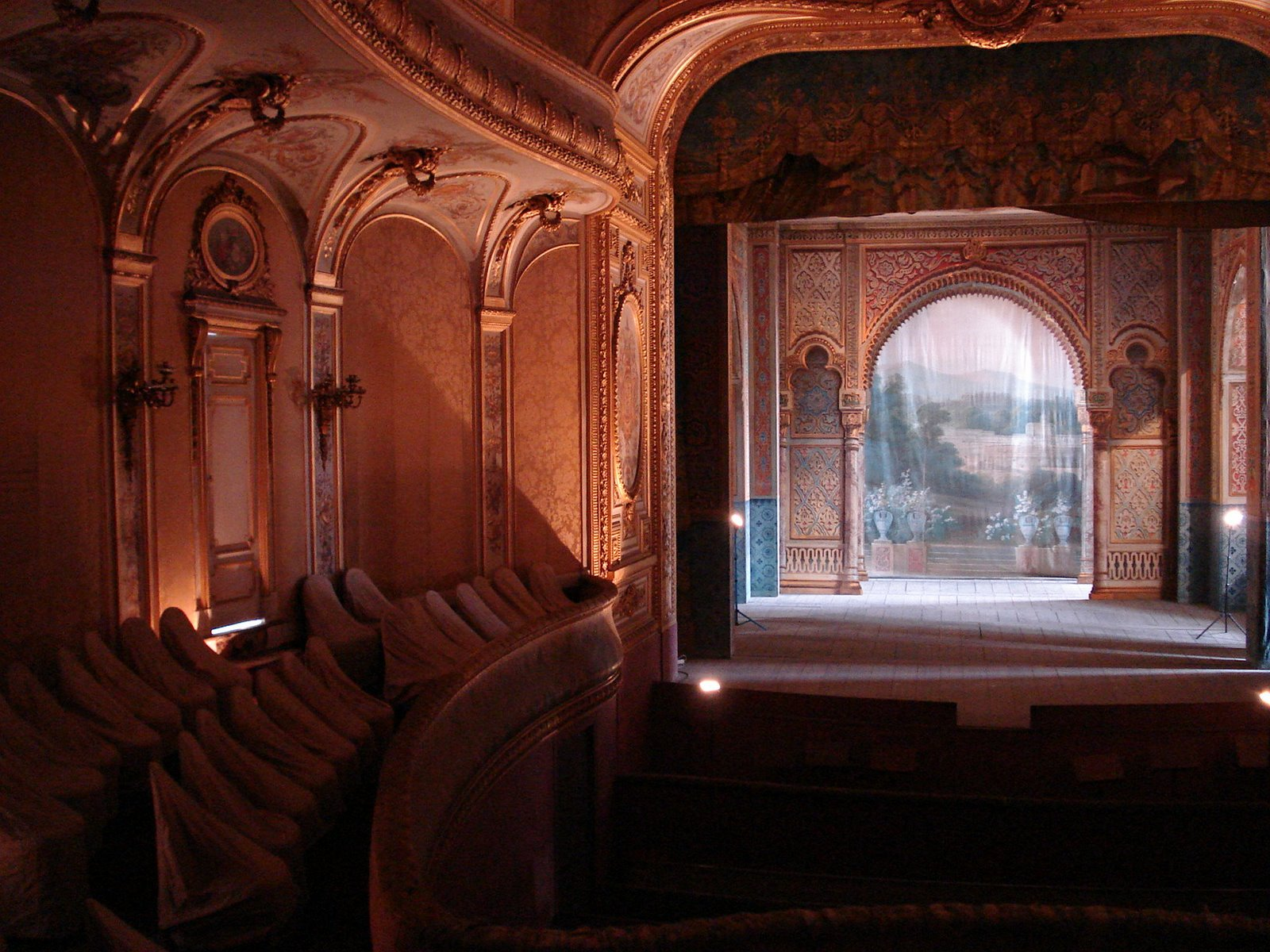

Het keizerlijk theater is een theaterzaal in het Kasteel van Fontainebleau, gebouwd in opdracht van de Franse keizer Napoleon III. Het theater is uniek in Frankrijk omdat in dit hoftheater alle authentieke elementen bewaard zijn gebleven.

## Ontstaan
In 1725 werd er onder koning Lodewijk XV al een klein hoftheater gebouwd op de eerste verdieping van het Kasteel van Fontainebleau. Napoleon III wilde er een groter theater bouwen voor zijn echtgenote, keizerin Eugénie. Hij gelastte architect Hector-Martin Lefuel met de bouw hiervan in een onafgewerkt deel van de westelijke vleugel van het kasteel. De architect baseerde zijn ontwerp op het theater van Marie-Antoinette in het Trianon van Versailles.

## Ontwerp
De zaal heeft een ellipsvorm en biedt plaats aan 400 toeschouwers. De plaatsen zijn verdeeld over vier niveaus. Op het gelijkvloers, voor het podium, konden de officieren van het keizerlijk huis plaats nemen. De plaatsen op de eerste verdieping bevonden zich in hoefijzervorm rond het podium. De tweede verdieping bevond zich ter hoogte van de monumentale kroonluchter. Op de derde verdieping bevonden zich loges waar de bezoekers anoniem achter een ovalen venster met grille naar het spektakel beneden konden kijken. Het theater was rijk versierd in de stijl van het Tweede Keizerrijk, met onder meer een plafondschildering.

## Voorstellingen
Op 13 mei 1857 werd het keizerlijk theater geopend in aanwezigheid van het keizerlijk paar en van grootvorst Constantijn, de broer van de Russische tsaar Alexander II. Voor de voorstellingen werden decors overgebracht uit het theater van het paleis van Saint-Cloud. Daarna werd het theater maar weinig meer gebruikt omdat het kasteel enkel als zomerresidentie diende en omdat het theater ook moeilijk te verwarmen was in de winter. In totaal werden er maar een tiental voorstellingen gehouden. Na het einde van het keizerrijk werd het theater niet meer gebruikt.

## Restauratie
In 2007 werd besloten tot de restauratie van het keizerlijk theater nadat sjeik Zayed Al Nahayan van de Verenigde Arabische Emiraten hiervoor een gift van 10 miljoen euro had toegezegd. De restauratie verliep in twee fases. De theaterzaal, de foyer en de vestibules werden afgewerkt in 2014 en daarna volgden de bovenste verdiepingen en het podium.